# Grand Prix Japonii 1996
Wyniki Grand Prix Japonii na Suzuka International Racing Course 13 października 1996.

## Wyniki

### Kwalifikacje
| P                       | Nr | Kierowca              | Konstruktor(-silnik) | Opony | Czas     | Odstęp   | Strata   |
| ----------------------- | -- | --------------------- | -------------------- | ----- | -------- | -------- | -------- |
| 1                       | 6  | Jacques Villeneuve    | Williams-Renault     | G     | 1:38.909 | -        | -        |
| 2                       | 5  | Damon Hill            | Williams-Renault     | G     | 1:39.370 | 0:00.461 | 0:00.461 |
| 3                       | 1  | Michael Schumacher    | Ferrari              | G     | 1:40.071 | 0:00.701 | 0:01.162 |
| 4                       | 4  | Gerhard Berger        | Benetton-Renault     | G     | 1:40.364 | 0:00.293 | 0:01.455 |
| 5                       | 7  | Mika Häkkinen         | McLaren-Mercedes     | G     | 1:40.458 | 0:00.094 | 0:01.549 |
| 6                       | 2  | Eddie Irvine          | Ferrari              | G     | 1:41.005 | 0:00.547 | 0:02.096 |
| 7                       | 15 | Heinz-Harald Frentzen | Sauber-Ford          | G     | 1:41.277 | 0:00.272 | 0:02.368 |
| 8                       | 8  | David Coulthard       | McLaren-Mercedes     | G     | 1:41.384 | 0:00.107 | 0:02.475 |
| 9                       | 3  | Jean Alesi            | Benetton-Renault     | G     | 1:41.562 | 0:00.178 | 0:02.653 |
| 10                      | 12 | Martin Brundle        | Jordan-Peugeot       | G     | 1:41.600 | 0:00.038 | 0:02.691 |
| 11                      | 11 | Rubens Barrichello    | Jordan-Peugeot       | G     | 1:41.919 | 0:00.319 | 0:03.010 |
| 12                      | 9  | Olivier Panis         | Ligier-Mugen-Honda   | G     | 1:42.206 | 0:00.287 | 0:03.297 |
| 13                      | 14 | Johnny Herbert        | Sauber-Ford          | G     | 1:42.658 | 0:00.452 | 0:03.749 |
| 14                      | 18 | Ukyō Katayama         | Tyrrell-Yamaha       | G     | 1:42.711 | 0:00.053 | 0:03.802 |
| 15                      | 19 | Mika Salo             | Tyrrell-Yamaha       | G     | 1:42.840 | 0:00.129 | 0:03.931 |
| 16                      | 10 | Pedro Diniz           | Ligier-Mugen-Honda   | G     | 1:43.196 | 0:00.356 | 0:04.287 |
| 17                      | 17 | Jos Verstappen        | Footwork-Hart        | G     | 1:43.383 | 0:00.187 | 0:04.474 |
| 18                      | 20 | Pedro Lamy            | Minardi-Ford         | G     | 1:44.874 | 0:01.491 | 0:05.965 |
| 19                      | 16 | Ricardo Rosset        | Footwork-Hart        | G     | 1:45.412 | 0:00.538 | 0:06.503 |
| Nie zakwalifikowali się |    |                       |                      |       |          |          |          |
|                         | 21 | Giovanni Lavaggi      | Minardi-Ford         | G     | 1:46.795 | 0:01.383 | 0:07.886 |
| P                       | Nr | Kierowca              | Konstruktor(-silnik) | Opony | Czas     | Odstęp   | Strata   |

### Wyścig
| P                 | + / –     | Nr | Kierowca              | Konstruktor        | Opony | Okr. | Czas / Strata | Komentarz          |
| ----------------- | --------- | -- | --------------------- | ------------------ | ----- | ---- | ------------- | ------------------ |
| 1                 | 1         | 5  | Damon Hill            | Williams-Renault   | G     | 52   | 1h32:33.791   |                    |
| 2                 | 1         | 1  | Michael Schumacher    | Ferrari            | G     | 52   | +0:01.883     |                    |
| 3                 | 2         | 7  | Mika Häkkinen         | McLaren-Mercedes   | G     | 52   | +0:03.212     |                    |
| 4                 | Bez zmian | 4  | Gerhard Berger        | Benetton-Renault   | G     | 52   | +0:26.526     |                    |
| 5                 | 5         | 12 | Martin Brundle        | Jordan-Peugeot     | G     | 52   | +1:07.120     |                    |
| 6                 | 1         | 15 | Heinz-Harald Frentzen | Sauber-Ford        | G     | 52   | +1:21.186     |                    |
| 7                 | 5         | 9  | Olivier Panis         | Ligier-Mugen-Honda | G     | 52   | +1:24.510     |                    |
| 8                 | Bez zmian | 8  | David Coulthard       | McLaren-Mercedes   | G     | 52   | +1:25.233     |                    |
| 9                 | 2         | 11 | Rubens Barrichello    | Jordan-Peugeot     | G     | 52   | +1:41.065     |                    |
| 10                | 3         | 14 | Johnny Herbert        | Sauber-Ford        | G     | 52   | +1:41.799     |                    |
| 11                | 6         | 17 | Jos Verstappen        | Footwork-Hart      | G     | 51   | +1 okr.       |                    |
| 12                | 6         | 20 | Pedro Lamy            | Minardi-Ford       | G     | 50   | +2 okr.       |                    |
| 13                | 6         | 16 | Ricardo Rosset        | Footwork-Hart      | G     | 50   | +2 okr.       |                    |
| Niesklasyfikowani |           |    |                       |                    |       |      |               |                    |
|                   |           | 2  | Eddie Irvine          | Ferrari            | G     | 39   |               | kolizja z Bergerem |
|                   |           | 18 | Ukyō Katayama         | Tyrrell-Yamaha     | G     | 37   |               | silnik             |
|                   |           | 6  | Jacques Villeneuve    | Williams-Renault   | G     | 36   |               | koło               |
|                   |           | 19 | Mika Salo             | Tyrrell-Yamaha     | G     | 20   |               | silnik             |
|                   |           | 10 | Pedro Diniz           | Ligier-Mugen-Honda | G     | 13   |               | poślizg            |
|                   |           | 3  | Jean Alesi            | Benetton-Renault   | G     | 0    |               | wypadek            |
| P                 | + / –     | Nr | Kierowca              | Konstruktor        | Opony | Okr. | Czas / Strata | Komentarz          |

### Najszybsze okrążenie
| Nr | Kierowca           | Konstruktor      | Opony | Czas     | Okr. |
| -- | ------------------ | ---------------- | ----- | -------- | ---- |
| 6  | Jacques Villeneuve | Williams-Renault | G     | 1:44.043 | 34   |